# Leptasthenura
Leptasthenura es un género de aves paseriformes perteneciente a la familia Furnariidae que agrupa a especies nativas de América del Sur, donde se distribuyen principalmente a lo largo de la región andina desde el norte de Colombia y Venezuela hasta Tierra del Fuego en Chile y Argentina, pero dos especies se extienden por el sureste de Brasil y una por la región chacopampeana. A sus miembros se les conoce por el nombre vulgar de tijerales o coluditos.

## Etimología
El nombre genérico femenino «Leptasthenura» es una combinación de las palabras del griego «λεπτος leptos»: fino, «ασθενης asthenēs»: débil, y «ουρα oura»: cola, significando «de cola fina y débil».

## Características
Las aves de este género forman un distinto grupo de furnáridos esbeltos, de colas muy largas, midiendo entre 16 y 17 cm de longitud, algunos con prominentes crestas, encontrados principalmente en arbustales y parches de bosques. Sus colas son graduadas, con plumas muy puntiagudas. Estos coluditos forrajean activamente en el follaje, a menudo colgándose para abajo y son fáciles de observar.

## Lista de especies
Según las clasificaciones del Congreso Ornitológico Internacional (IOC) y Clements Checklist v.2018 agrupa a las siguientes especies, con los respectivos nombres comunes de acuerdo a la Sociedad Española de Ornitología (SEO):
| Imagen | Nombre científico                        | Autor                        | Nombre común              | EC (*) |
| ------ | ---------------------------------------- | ---------------------------- | ------------------------- | ------ |
|        | Leptasthenura fuliginiceps               | (Orbigny & Lafresnaye), 1837 | tijeral canelo            | LC     |
|        | Leptasthenura platensis                  | Reichenbach, 1853            | tijeral copetón           | LC     |
|        | Leptasthenura aegithaloides              | (Kittlitz), 1830             | tijeral colinegro         | LC     |
|        | Leptasthenura (aegithaloides) berlepschi | Hartert, 1909                | tijeral colinegro serrano | LC     |
|        | Leptasthenura (aegithaloides) pallida    | Dabbene, 1920                | tijeral colinegro sureño; | LC     |
|        | Leptasthenura striolata                  | (Pelzeln), 1856              | tijeral brasileño         | LC     |
|        | Leptasthenura pileata                    | P.L. Sclater, 1881           | tijeral coronado          | LC     |
|        | Leptasthenura xenothorax                 | Chapman, 1921                | tijeral cejiblanco        | EN     |
|        | Leptasthenura striata                    | (Philippi & Landbeck), 1863  | tijeral listado           | LC     |
|        | Leptasthenura andicola                   | P.L. Sclater, 1870           | tijeral andino            | LC     |
|        | Leptasthenura setaria                    | (Temminck), 1824             | tijeral de las araucarias | NT     |

(*) Estado de conservación

## Taxonomía

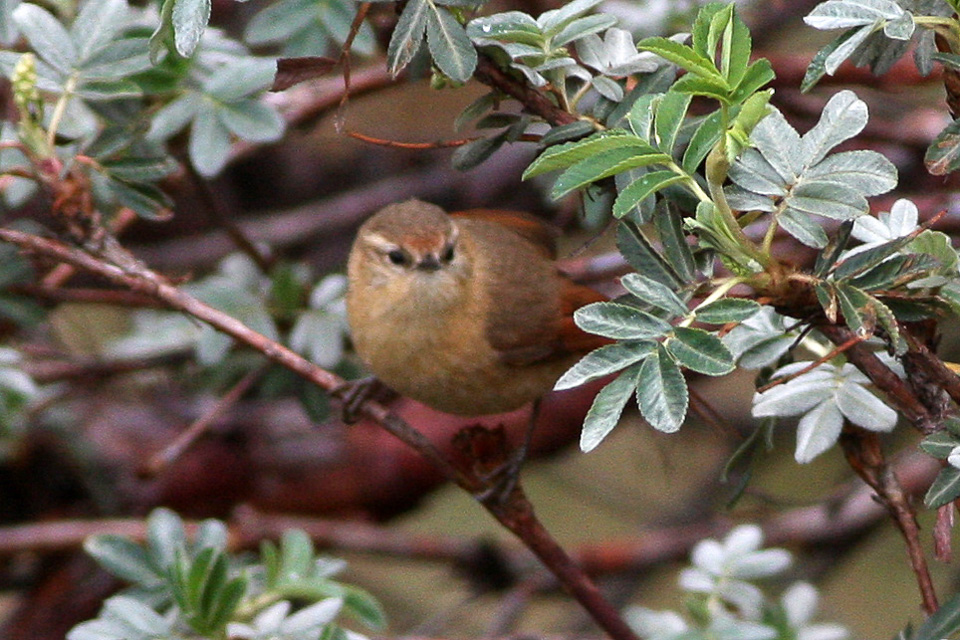
Tijeral de Yánac (Sylviorthorhynchus yanacensis)

Los resultados de estudios genéticos relacionaron a Sylviorthorhynchus  desmursii con Leptasthenura. Un estudio de Irestedt et al. (2009) recomendó que la especie Leptasthenura yanacensis fuera transferida al género Sylviorthorhynchus Un nuevo análisis, efectuado Derryberry et al. (2011), en el cual se dispuso de una amplia muestra de taxones, concluyó que Sylviorthorhynchus desmursii era la especie hermana de L. yanacensis.
En el año 2014, Dickinson y Christidis transfirieron L. yanacensis al género Sylviorthorhynchus, es decir combinándolo como Sylviorthorhynchus yanacensis.
En marzo de 2019, en la Propuesta n.º 816 al Comité de Clasificación de Sudamérica (SACC), se recomendó y posteriormente se aprobó, que Leptasthenura yanacensis fuese transferido al género Sylviorthorhynchus, para lograr de este modo un género cohesivo y concordante con la información molecular.
Autores anteriores ya sostenían que las variaciones de las subespecies permitían suponer que la especie L. aegithaloides se trata de más de una especie. Las clasificaciones Aves del Mundo (HBW) y Birdlife International (BLI) consideran a las subespecies L. a. berlepschi del sur de Perú, norte de Chile, oeste de Bolivia y  noroeste de Argentina, y L. a. pallida, que nidifica en el oeste y sur de Argentina y sur de Chile, como especies separadas, con base en diferencias morfológicas, de plumaje y de vocalización.